# Discografia di Federica Abbate
La discografia di Federica Abbate, cantautrice, compositrice e paroliera italiana, è costituita da un album in studio, un EP, diciotto singoli e otto video musicali (inclusi quelli come artista ospite), pubblicati dal 2013.

## Album in studio
| Anno | Titolo |
| ---- | --- |
| 2023 | Canzoni per gli altri - Pubblicato: 22 settembre 2023 - Etichetta: Carosello Records - Formati: CD, download digitale, streaming |

## Extended play
| Anno | Titolo |
| ---- | --- |
| 2018 | In foto vengo male - Pubblicato: 18 maggio 2018 - Etichetta: Carosello Records - Formati: CD, download digitale, streaming |

## Singoli

### Come artista principale
| Anno | Titolo                                          | Album di provenienza  |
| ---- | ----------------------------------------------- | --------------------- |
| 2013 | Dammi ancora                                    | /                     |
| 2017 | Fiori sui balconi                               | In foto vengo male    |
| 2017 | A me ci pensi mai                               | In foto vengo male    |
| 2018 | Mi contraddico                                  | In foto vengo male    |
| 2018 | Pensare troppo mi fa male (feat. Marracash)     | In foto vengo male    |
| 2018 | Finalmente                                      | /                     |
| 2019 | Quando un desiderio cade                        | /                     |
| 2019 | Camera con vista (feat. Lorenzo Fragola)        | /                     |
| 2021 | Se non fosse                                    | /                     |
| 2022 | Doppio nodo (feat. Fred De Palma ed Emis Killa) | Canzoni per gli altri |
| 2023 | La pioggia prima di cadere (feat. Mr. Rain)     | Canzoni per gli altri |
| 2023 | Canzoni per gli altri (feat. Elisa)             | Canzoni per gli altri |
| 2025 | Tilt                                            | /                     |

### Come artista ospite
| Anno                                                         | Titolo                                                                                        | Classifiche | Certificazioni     | Unità           | Album di provenienza      |
| Anno                                                         | Titolo                                                                                        | ITA         | Certificazioni     | Unità           | Album di provenienza      |
| ------------------------------------------------------------ | --------------------------------------------------------------------------------------------- | ----------- | ------------------ | --------------- | ------------------------- |
| 2015                                                         | In radio (Marracash feat. Federica Abbate)                                                    | —           |                    |                 | Status                    |
| 2015                                                         | Chiudo gli occhi e salto (Baby K feat. Federica Abbate)                                       | —           | - ITA: Oro         | - ITA: 25 000+  | Kiss Kiss Bang Bang       |
| 2016                                                         | Niente canzoni d'amore (Marracash feat. Federica Abbate)                                      | —           | - ITA: Platino (3) | - ITA: 300 000+ | Status - Vendetta Edition |
| 2020                                                         | Domani (Izi feat. Federica Abbate e Piccolo G)                                                | 82          |                    |                 | Riot                      |
| 2024                                                         | La storia non si deve ripetere (Fiorella Mannoia feat. Federica Abbate e Francesca Michielin) | —           | Disobbedire        |                 |                           |
| "—" indica una pubblicazione non classificata in quel paese. |                                                                                               |             |                    |                 |                           |

## Collaborazioni
| Anno                                                         | Titolo                                                   | Classifiche | Certificazioni        | Unità          | Album di provenienza |
| Anno                                                         | Titolo                                                   | ITA         | Certificazioni        | Unità          | Album di provenienza |
| ------------------------------------------------------------ | -------------------------------------------------------- | ----------- | --------------------- | -------------- | -------------------- |
| 2018                                                         | La cuenta (Carl Brave feat. Franco126 e Federica Abbate) | 43          |                       |                | Notti brave          |
| 2021                                                         | Un secondo prima (Michele Bravi feat. Federica Abbate)   | —           | La geografia del buio |                |                      |
| 2021                                                         | Canzone country (J-Ax feat. Federica Abbate)             | —           | SurreAle              |                |                      |
| 2022                                                         | Dimenticare (Shiva feat. Federica Abbate)                | 50          | Milano Demons         |                |                      |
| 2023                                                         | Angelo all'inferno (Tedua feat. Salmo e Federica Abbate) | 13          | - ITA: Oro            | - ITA: 50 000+ | La Divina Commedia   |
| 2023                                                         | Indispensabile (Dani Faiv feat. Federica Abbate)         | —           |                       |                | Ultimo piano B       |
| "—" indica una pubblicazione non classificata in quel paese. |                                                          |             |                       |                |                      |

## Autrice e compositrice per altri artisti
| Anno | Titolo                               | Artista/i                                                                         | Album di provenienza                                   |
| ---- | ------------------------------------ | --------------------------------------------------------------------------------- | ------------------------------------------------------ |
| 2014 | Da capo                              | Giada Agasucci                                                                    | Da capo                                                |
| 2014 | Le cose che non sei                  | Giada Agasucci                                                                    | Da capo                                                |
| 2014 | Danzeremo a luci spente              | Deborah Iurato                                                                    | Deborah Iurato                                         |
| 2014 | A volte capita                       | Deborah Iurato                                                                    | Deborah Iurato                                         |
| 2014 | Ogni minimo dettaglio                | Deborah Iurato                                                                    | Deborah Iurato                                         |
| 2014 | Aurora                               | Deborah Iurato                                                                    | Libere                                                 |
| 2014 | Domani mi avrai già dimenticato      | Deborah Iurato                                                                    | Libere                                                 |
| 2015 | L'amore eternit                      | Fedez feat. Noemi                                                                 | Pop-Hoolista                                           |
| 2015 | Vento di settembre                   | Anna Tatangelo                                                                    | Libera                                                 |
| 2015 | In radio                             | Marracash feat. Federica Abbate                                                   | Status                                                 |
| 2015 | A tre passi da te                    | Boomdabash feat. Alessandra Amoroso                                               | Radio Revolution                                       |
| 2015 | L'amore non dimentica                | Paola Marotta                                                                     | /                                                      |
| 2015 | Notte fonda                          | Le Kalica                                                                         | /                                                      |
| 2015 | Il tuo sguardo manca                 | Il Volo                                                                           | L'amore si muove                                       |
| 2015 | Per te ci sarò                       | Il Volo                                                                           | L'amore si muove                                       |
| 2015 | Roma-Bangkok                         | Baby K feat. Giusy Ferreri                                                        | Kiss Kiss Bang Bang                                    |
| 2015 | Chiudo gli occhi e salto             | Baby K feat. Federica Abbate                                                      | Kiss Kiss Bang Bang                                    |
| 2015 | Kiss Kiss Bang Bang                  | Baby K                                                                            | Kiss Kiss Bang Bang                                    |
| 2015 | 21 grammi                            | Fedez                                                                             | Pop-Hoolista Cosodipinto Edition                       |
| 2015 | Tutto questo vento                   | Francesca Michielin                                                               | di20are                                                |
| 2015 | Un cuore in due                      | Francesca Michielin                                                               | di20                                                   |
| 2015 | Prometto di sbagliare                | Giusy Ferreri                                                                     | Hits                                                   |
| 2015 | In cerca di un senso                 | Madh                                                                              | /                                                      |
| 2016 | Il mio stato di felicità             | Alessandra Amoroso                                                                | Vivere a colori                                        |
| 2016 | Nessun grado di separazione          | Francesca Michielin                                                               | di20are                                                |
| 2016 | È con te                             | Francesca Michielin                                                               | di20are                                                |
| 2016 | Niente canzoni d'amore               | Marracash feat. Federica Abbate                                                   | Status - Vendetta Edition                              |
| 2016 | È solo un attimo                     | Irene Fornaciari                                                                  | Questo tempo                                           |
| 2016 | L'amore della mia vita               | Arisa                                                                             | Guardando il cielo                                     |
| 2016 | Io e te come fosse ieri              | Arisa                                                                             | Guardando il cielo                                     |
| 2016 | Una donna come me                    | Arisa                                                                             | Guardando il cielo                                     |
| 2016 | Da domani                            | Giovanni Caccamo                                                                  | Non siamo soli                                         |
| 2016 | Amen                                 | Noemi                                                                             | Cuore d'artista                                        |
| 2016 | D'improvviso                         | Lorenzo Fragola                                                                   | Zero Gravity                                           |
| 2016 | Un cuore solo                        | Charles Kablan                                                                    | /                                                      |
| 2016 | Dedicato a chi                       | Lelio Morra                                                                       | /                                                      |
| 2016 | Sto bene così                        | Rocco Hunt                                                                        | SignorHunt                                             |
| 2016 | La vie                               | Marianne Mirage                                                                   | Quelli come me                                         |
| 2016 | Deve venire il meglio                | Marianne Mirage                                                                   | Quelli come me                                         |
| 2016 | Messi male                           | Marianne Mirage                                                                   | Quelli come me                                         |
| 2016 | Corri                                | Marianne Mirage                                                                   | Quelli come me                                         |
| 2016 | L'imperfezione della vita            | Elodie                                                                            | Un'altra vita                                          |
| 2016 | La bellezza del mondo                | Elodie                                                                            | Un'altra vita                                          |
| 2016 | Non cadiamo mai                      | Lodovica Comello                                                                  | /                                                      |
| 2016 | Attimi preziosi                      | Moreno                                                                            | Slogan                                                 |
| 2016 | Combattente                          | Fiorella Mannoia                                                                  | Combattente                                            |
| 2016 | Nessuna conseguenza                  | Fiorella Mannoia                                                                  | Combattente                                            |
| 2016 | L'abitudine che ho                   | Fiorella Mannoia                                                                  | Combattente                                            |
| 2016 | Il cielo guarda te                   | Fred De Palma                                                                     | Hanglover                                              |
| 2016 | Erba & WiFi                          | Marracash e Guè                                                                   | Santeria (Voodoo Edition)                              |
| 2016 | Scusa                                | Izi feat. Moses Sanger                                                            | Fenice                                                 |
| 2016 | Niente da perdere                    | Izi                                                                               | Fenice                                                 |
| 2017 | Il giorno e la notte                 | J-Ax e Fedez feat. Giusy Ferreri                                                  | Comunisti col Rolex Multiplatinum Edition              |
| 2017 | Cuore nerd                           | J-Ax e Fedez feat. Alessia Cara                                                   | Comunisti col Rolex Multiplatinum Edition              |
| 2017 | Meglio tardi che noi                 | J-Ax e Fedez feat. Arisa                                                          | Comunisti col Rolex Multiplatinum Edition              |
| 2017 | Il cielo non mi basta                | Lodovica Comello                                                                  | /                                                      |
| 2017 | Il diario degli errori               | Michele Bravi                                                                     | Anime di carta                                         |
| 2017 | Diamanti                             | Michele Bravi                                                                     | Anime di carta                                         |
| 2017 | Due secondi (cancellare tutto)       | Michele Bravi                                                                     | Anime di carta                                         |
| 2017 | Come il sole ad ottobre              | Sergio Sylvestre                                                                  | Sergio Sylvestre                                       |
| 2017 | Semplice                             | Elodie                                                                            | Tutta colpa mia                                        |
| 2017 | La distanza                          | Giusy Ferreri                                                                     | Girotondo                                              |
| 2017 | L'ultima notte                       | Marianne Mirage                                                                   | Le canzoni fanno male                                  |
| 2017 | Ho perso il mio amore                | Arisa                                                                             | Controvento - The Best Of                              |
| 2017 | Dopotutto                            | Federica Carta                                                                    | Federica                                               |
| 2017 | Mai così felice                      | Federica Carta                                                                    | Federica                                               |
| 2017 | Voglio ballare con te                | Baby K feat. Andrés Dvicio                                                        | Icona                                                  |
| 2017 | Linda                                | Emis Killa                                                                        | /                                                      |
| 2017 | Tanto per cominciare                 | Michele Bravi                                                                     | Anime di carta - Nuove pagine                          |
| 2017 | Milano                               | Michele Bravi                                                                     | Anime di carta - Nuove pagine                          |
| 2017 | Il sole contro                       | Michele Bravi                                                                     | Anime di carta - Nuove pagine                          |
| 2017 | Aspettavo solo te                    | Baby K                                                                            | Icona                                                  |
| 2018 | Effetto domino                       | Emma                                                                              | Essere qui                                             |
| 2018 | Moscow Mule                          | Benji & Fede                                                                      | Siamo solo Noise                                       |
| 2018 | Malibu                               | Carl Brave feat. Gemitaiz                                                         | Notti brave                                            |
| 2018 | La cuenta                            | Carl Brave feat. Franco126 e Federica Abbate                                      | Notti brave                                            |
| 2018 | Non ti dico no                       | Boomdabash e Loredana Bertè                                                       | Barracuda LiBertè                                      |
| 2018 | Amore e capoeira                     | Takagi & Ketra feat. Giusy Ferreri e Sean Kingston                                | /                                                      |
| 2018 | D'estate non vale                    | Fred De Palma feat. Ana Mena                                                      | Uebe                                                   |
| 2018 | Rollercoaster                        | Emis Killa                                                                        | Supereroe                                              |
| 2018 | Dalla tua parte                      | Alessandra Amoroso                                                                | 10                                                     |
| 2018 | Simmetria dei desideri               | Alessandra Amoroso                                                                | 10                                                     |
| 2018 | In me il tuo ricordo                 | Alessandra Amoroso                                                                | 10                                                     |
| 2018 | Come fossimo cowboy                  | Emis Killa                                                                        | Supereroe                                              |
| 2018 | Mille strade                         | Emis Killa                                                                        | Supereroe                                              |
| 2018 | Vivere tutte le vite                 | Elisa feat. Carl Brave                                                            | Diari aperti                                           |
| 2018 | Con te dovunque al mondo             | Maryam Tancredi                                                                   | /                                                      |
| 2018 | Per il resto tutto bene              | Eros Ramazzotti                                                                   | Vita ce n'è                                            |
| 2018 | Vale per sempre                      | Eros Ramazzotti feat. Alessia Cara                                                | Vita ce n'è                                            |
| 2018 | Siamo                                | Eros Ramazzotti                                                                   | Vita ce n'è                                            |
| 2018 | Per le strade una canzone            | Eros Ramazzotti feat. Luis Fonsi                                                  | Vita ce n'è                                            |
| 2018 | Una vita nuova                       | Eros Ramazzotti                                                                   | Vita ce n'è                                            |
| 2018 | Dall'altra parte dell'infinito       | Eros Ramazzotti                                                                   | Vita ce n'è                                            |
| 2018 | Buonamore                            | Eros Ramazzotti                                                                   | Vita ce n'è                                            |
| 2019 | Record                               | Fedez                                                                             | Paranoia Airlines                                      |
| 2019 | Per un milione                       | Boomdabash                                                                        | Barracuda - Predator Edition                           |
| 2019 | Non ho mai                           | Paola Turci                                                                       | Viva da morire                                         |
| 2019 | Imparare ad essere una donna         | Fiorella Mannoia                                                                  | Personale                                              |
| 2019 | Resistenza                           | Fiorella Mannoia                                                                  | Personale                                              |
| 2019 | Carillon                             | Fiorella Mannoia                                                                  | Personale                                              |
| 2019 | Non si ama mai abbastanza            | Ludovica Caniglia                                                                 | /                                                      |
| 2019 | La mia rivoluzione                   | Alberto Urso                                                                      | Solo                                                   |
| 2019 | Arrogante                            | Irama                                                                             | Crepe                                                  |
| 2019 | Benvenuti in Italy                   | Rocco Hunt                                                                        | Libertà                                                |
| 2019 | La hit dell'estate                   | Shade                                                                             | /                                                      |
| 2019 | Jambo                                | Takagi & Ketra feat. Omi e Giusy Ferreri                                          | /                                                      |
| 2019 | Playa                                | Baby K                                                                            | Donna sulla Luna                                       |
| 2019 | Una volta ancora                     | Fred De Palma feat. Ana Mena                                                      | Uebe Bellodrama                                        |
| 2019 | Mambo salentino                      | Boomdabash feat. Alessandra Amoroso                                               | /                                                      |
| 2019 | Senza pensieri                       | Fabio Rovazzi feat. Loredana Bertè e J-Ax                                         | Greatest Hits                                          |
| 2019 | Ti volevo dedicare                   | Rocco Hunt feat. Boomdabash e J-Ax                                                | Libertà                                                |
| 2019 | Il tuo profumo                       | Fred De Palma e Sofía Reyes                                                       | Uebe                                                   |
| 2020 | Niente canzoni d'amore               | Elodie                                                                            | This Is Elodie                                         |
| 2020 | Invincibile                          | Alberto Urso                                                                      | Il sole ad est (Sanremo Edition)                       |
| 2020 | La vita breve dei coriandoli         | Michele Bravi                                                                     | La geografia del buio                                  |
| 2020 | Mediterranea                         | Irama                                                                             | Crepe                                                  |
| 2020 | Karaoke                              | Boomdabash e Alessandra Amoroso                                                   | Don't Worry (Best of 2005-2020)                        |
| 2020 | Ciclone                              | Takagi & Ketra feat. Elodie, Mariah, Gipsy Kings, Nicolás Reyes e Tonino Baliardo | /                                                      |
| 2020 | La isla                              | Giusy Ferreri e Elettra Lamborghini                                               | /                                                      |
| 2020 | A un passo dalla Luna                | Rocco Hunt e Ana Mena                                                             | Rivoluzione Bellodrama                                 |
| 2020 | Paloma                               | Fred De Palma feat. Anitta                                                        | Unico                                                  |
| 2020 | Non faccio niente (per dimenticarti) | Chiara Galiazzo                                                                   | Bonsai                                                 |
| 2020 | Ricominciare ancora                  | Arisa                                                                             | /                                                      |
| 2020 | Sopra di me                          | Mameli                                                                            | Amarcord                                               |
| 2020 | Domani                               | Izi feat. Federica Abbate e Piccolo G                                             | Riot                                                   |
| 2020 | Supercalifragili                     | J-Ax feat. Annalisa e Luca Di Stefano                                             | ReAle                                                  |
| 2020 | Don't Worry                          | Boomdabash                                                                        | Don't Worry (Best of 2005-2020)                        |
| 2020 | Marco e Sara                         | Boomdabash                                                                        | Don't Worry (Best of 2005-2020)                        |
| 2021 | Venere e Marte                       | Takagi & Ketra, Marco Mengoni e Frah Quintale                                     | /                                                      |
| 2021 | Mantieni il bacio                    | Michele Bravi                                                                     | La geografia del buio                                  |
| 2021 | La promessa dell'alba                | Michele Bravi                                                                     | La geografia del buio                                  |
| 2021 | Maneggiami con cura                  | Michele Bravi                                                                     | La geografia del buio                                  |
| 2021 | Un secondo prima                     | Michele Bravi feat. Federica Abbate                                               | La geografia del buio                                  |
| 2021 | Tutte le poesie sono d'amore         | Michele Bravi                                                                     | La geografia del buio                                  |
| 2021 | Senza fiato                          | Michele Bravi                                                                     | La geografia del buio                                  |
| 2021 | A forma di origami                   | Mr. Rain                                                                          | Petrichor                                              |
| 2021 | Finché le stelle non brillano        | B3n                                                                               | California                                             |
| 2021 | Los Angeles                          | B3n                                                                               | California                                             |
| 2021 | Senza lacrime                        | Noemi                                                                             | Metamorfosi                                            |
| 2021 | Señorita                             | Clementino e Nina Zilli                                                           | /                                                      |
| 2021 | Shimmy Shimmy                        | Takagi & Ketra feat. Giusy Ferreri                                                | /                                                      |
| 2021 | Que tal                              | Boro feat. Cara                                                                   | /                                                      |
| 2021 | Un bacio all'improvviso              | Rocco Hunt e Ana Mena                                                             | Rivoluzione                                            |
| 2021 | Mohicani                             | Boomdabash e Baby K                                                               | Donna sulla Luna                                       |
| 2021 | Un'estate normale                    | Nek                                                                               | /                                                      |
| 2021 | Ma stasera                           | Marco Mengoni                                                                     | Materia (Terra)                                        |
| 2021 | Falene                               | Michele Bravi e Sophie and the Giants                                             | La geografia del buio                                  |
| 2021 | Un altro ballo                       | Fred De Palma feat. Anitta                                                        | Unico                                                  |
| 2021 | Fino all'alba (ti sento)             | Aiello                                                                            | Meridionale                                            |
| 2021 | Aspetta e spera                      | Elettra Lamborghini                                                               | Twerking Beach                                         |
| 2021 | Solero                               | Lorenzo Fragola e The Kolors                                                      | /                                                      |
| 2021 | Vita                                 | La Rappresentante di Lista                                                        | My Mamma                                               |
| 2021 | Che classe                           | J-Ax feat. Francesco Sarcina                                                      | SurreAle                                               |
| 2021 | Canzone country                      | J-Ax feat. Federica Abbate                                                        | SurreAle                                               |
| 2021 | Magari no                            | Tommaso Paradiso                                                                  | Space Cowboy                                           |
| 2021 | Fantastica                           | Rocco Hunt e Boomdabash                                                           | Rivoluzione                                            |
| 2021 | Canzone inutile                      | Alessandra Amoroso                                                                | Tutto accade                                           |
| 2021 | Tutte le cose che io so              | Alessandra Amoroso                                                                | Tutto accade                                           |
| 2021 | Tutto accade                         | Alessandra Amoroso                                                                | Tutto accade                                           |
| 2021 | Cronaca di un tempo incerto          | Michele Bravi                                                                     | La geografia del buio                                  |
| 2021 | Testa e croce                        | Matteo Romano                                                                     | /                                                      |
| 2022 | Inverno dei fiori                    | Michele Bravi                                                                     | /                                                      |
| 2022 | Miele                                | Giusy Ferreri                                                                     | Cortometraggi                                          |
| 2022 | Duecentomila ore                     | Ana Mena                                                                          | Bellodrama                                             |
| 2022 | Una cosa sola                        | Irama feat. Shablo                                                                | Il giorno in cui ho smesso di pensare (Deluxe Edition) |
| 2022 | Bella da                             | Marianne Mirage                                                                   | /                                                      |
| 2022 | Io x te                              | Fred De Palma feat. Fuego e Jvli                                                  | PLC Tape 1                                             |
| 2022 | Senza chiedere permesso              | Alex Wyse                                                                         | Non siamo soli                                         |
| 2022 | Zodiaco                              | Michele Bravi                                                                     | /                                                      |
| 2022 | Tribale                              | Elodie                                                                            | OK. Respira                                            |
| 2022 | Tropicana                            | Boomdabash e Annalisa                                                             | Venduti                                                |
| 2022 | Caramello                            | Rocco Hunt, Elettra Lamborghini e Lola Indigo                                     | Rivoluzione                                            |
| 2022 | Le Mans                              | Federico Rossi                                                                    | /                                                      |
| 2022 | Lucifero                             | Emis Killa                                                                        | /                                                      |
| 2022 | Easy                                 | Baby K                                                                            | /                                                      |
| 2022 | Dimenticarmi di te                   | Junior Cally                                                                      | Deviazioni                                             |
| 2022 | Il giorno più speciale               | Andrea Bocelli, Matteo Bocelli e Virginia Bocelli                                 | A Family Christmas                                     |
| 2022 | Bastava la metà                      | Ernia feat. Gaia e Guè                                                            | Io non ho paura                                        |
| 2022 | Dimenticare                          | Shiva feat. Federica Abbate                                                       | Milano Demons                                          |
| 2022 | Antifragili                          | Michele Bravi e Federica Abbate                                                   | /                                                      |
| 2022 | Ok. Respira                          | Elodie                                                                            | Ok. Respira                                            |
| 2022 | Fuori dai guai                       | Noemi feat. Gemitaiz                                                              | /                                                      |
| 2023 | Un bel viaggio                       | Articolo 31                                                                       | Protomaranza                                           |
| 2023 | Due                                  | Elodie                                                                            | Ok. Respira                                            |
| 2023 | Supereroi                            | Mr. Rain                                                                          | Pianeta di Miller                                      |
| 2023 | Danse la vie                         | Elodie                                                                            | Ok. Respira                                            |
| 2023 | Claudia                              | Francesca Michielin                                                               | Cani sciolti                                           |
| 2023 | Lentamente                           | Ana Mena                                                                          | Bellodrama                                             |
| 2023 | Me enamoro                           | Ana Mena                                                                          | Bellodrama                                             |
| 2023 | Ricordi                              | Epoque feat. Ernia                                                                | Tram 83                                                |
| 2023 | Filosofia del Fuck-Off               | Articolo 31                                                                       | /                                                      |
| 2023 | Mare caos                            | Paola & Chiara                                                                    | Per sempre                                             |
| 2023 | Non posso fare a meno di te          | Lorenzo Fragola e Mameli                                                          | Crepacuore                                             |
| 2023 | Viscerale (Closer)                   | Emis Killa feat. Rizzo                                                            | Effetto notte                                          |
| 2023 | Toxic (Trainspotting)                | Emis Killa feat. Salmo                                                            | Effetto notte                                          |
| 2023 | Bel finale (The Butterfly Effect)    | Emis Killa feat. Massimo Pericolo                                                 | Effetto notte                                          |
| 2023 | Per sempre mai                       | Shade e Federica Carta                                                            | Diversamente triste                                    |
| 2023 | Angelo all'inferno                   | Tedua feat. Salmo e Federica Abbate                                               | La Divina Commedia - Paradiso                          |
| 2023 | Acquamarina                          | Ana Mena e Guè                                                                    | /                                                      |
| 2023 | Lambada                              | Boomdabash feat. Paola & Chiara                                                   | Venduti                                                |
| 2023 | Promesse                             | Shade feat. MadMan                                                                | Diversamente triste                                    |
| 2023 | Manifesto                            | Boomdabash                                                                        | Venduti                                                |
| 2023 | Ascendente                           | Elodie                                                                            | Red Light                                              |
| 2023 | Colpo di fulmine                     | Me contro Te                                                                      | Vacanze in Transilvania - Canzoni originali            |
| 2023 | Intervallo                           | Emma                                                                              | Souvenir (Extended Edition)                            |
| 2023 | Indaco                               | Emma                                                                              | Souvenir (Extended Edition)                            |
| 2023 | Un milione di notti                  | Mr. Rain e Clara                                                                  | Pianeta di Miller                                      |
| 2023 | Dimora naturale                      | Laura Pausini                                                                     | Anime parallele                                        |
| 2023 | Zero                                 | Laura Pausini                                                                     | Anime parallele                                        |
| 2023 | Classico                             | Articolo 31                                                                       | Protomaranza                                           |
| 2023 | Indispensabile                       | Dani Faiv feat. Federica Abbate                                                   | Ultimo piano B                                         |
| 2023 | Moneylove                            | Massimo Pericolo feat. Emis Killa                                                 | Le cose cambiano                                       |
| 2024 | Assurdo                              | Matteo Romano                                                                     | Finta nostalgia                                        |
| 2024 | King of the Jungle                   | Club Dogo                                                                         | Club Dogo                                              |
| 2024 | Mariposa                             | Fiorella Mannoia                                                                  | Disobbedire                                            |
| 2024 | Fino a qui                           | Alessandra Amoroso                                                                | Io non sarei                                           |
| 2024 | Immortali                            | Mr. Rain                                                                          | Pianeta di Miller                                      |
| 2024 | Vite precedenti                      | Mr. Rain                                                                          | Pianeta di Miller                                      |
| 2024 | Mappamondo                           | Sarah Toscano                                                                     | Sarah                                                  |
| 2024 | Opera                                | Il Volo                                                                           | Ad Astra                                               |
| 2024 | Tutto fuori controllo ൵              | Mace feat. Franco126, Kid Yugi e Izi                                              | Māyā                                                   |
| 2024 | Malavita                             | Coma Cose                                                                         | Vita fusa                                              |
| 2024 | No drama                             | Capo Plaza feat. Mahmood                                                          | Ferite (Deluxe Edition)                                |
| 2024 | Galassie                             | Irama                                                                             | /                                                      |
| 2024 | Melodrama                            | Angelina Mango                                                                    | Poké melodrama                                         |
| 2024 | Beatrice                             | Tedua feat. Annalisa                                                              | Paradiso (LDC Deluxe Edition)                          |
| 2024 | Quello che conta davvero             | Nashley                                                                           | Dimenticare il mondo                                   |
| 2024 | Sexy shop                            | Fedez ed Emis Killa                                                               | /                                                      |
| 2024 | Black Nirvana                        | Elodie                                                                            | Mi ami mi odi                                          |
| 2024 | Ghetto Love                          | Icy Subzero feat. Clara                                                           | /                                                      |
| 2024 | Episodio d'amore                     | Geolier                                                                           | Dio lo sa                                              |
| 2024 | Solo guai                            | Mara Sattei                                                                       | /                                                      |
| 2024 | Lettera a Draco                      | Shiva                                                                             | Milano Angels                                          |
| 2024 | Di Caprio                            | Fedez feat. Niky Savage                                                           | /                                                      |
| 2024 | Il linguaggio del corpo              | Paola & Chiara feat. BigMama                                                      | /                                                      |
| 2024 | Amore disperato                      | Achille Lauro                                                                     | Comuni mortali                                         |
| 2024 | Tacchi (fra le dita)                 | Sarah Toscano                                                                     | /                                                      |
| 2024 | Mmh                                  | Fred De Palma feat. Rose Villain                                                  | /                                                      |
| 2024 | Niente di male                       | Giorgia                                                                           | /                                                      |
| 2024 | Morire x te                          | Mida                                                                              | /                                                      |
| 2024 | Feeling                              | Elodie e Tiziano Ferro                                                            | Mi ami mi odi                                          |
| 2024 | Perché?                              | Chiamamifaro                                                                      | Lost & Found                                           |
| 2024 | Tutta la differenza del mondo        | Fiorella Mannoia                                                                  | Disobbedire                                            |
| 2024 | La storia non si deve ripetere       | Fiorella Mannoia feat. Federica Abbate e Francesca Michielin                      | Disobbedire                                            |
| 2024 | Giganti                              | Antonia                                                                           | Relax                                                  |
| 2025 | Baci                                 | Marianne Mirage                                                                   | Teatro                                                 |
| 2025 | Demoni                               | Emis Killa                                                                        | /                                                      |
| 2025 | Febbre                               | Clara                                                                             | /                                                      |
| 2025 | Battito                              | Fedez                                                                             | /                                                      |
| 2025 | Eco                                  | Joan Thiele                                                                       | Joanita                                                |
| 2025 | Fuorilegge                           | Rose Villain                                                                      | Radio Vega                                             |
| 2025 | Amarcord                             | Sarah Toscano                                                                     | /                                                      |
| 2025 | Anema e core                         | Serena Brancale                                                                   | /                                                      |
| 2025 | Futuri possibili                     | Franco126                                                                         | Futuri possibili                                       |
| 2025 | Pausa                                | Franco126                                                                         | Futuri possibili                                       |
| 2025 | No VIP, no news                      | Jacopo Èt                                                                         | Sammy, Cabiria, etc. etc.                              |
| 2025 | Perdutamente                         | Achille Lauro                                                                     | Comuni mortali                                         |
| 2025 | Nati da una costola                  | Achille Lauro                                                                     | Comuni mortali                                         |
| 2025 | Scelte stupide                       | Fedez e Clara                                                                     | /                                                      |
| 2025 | Odio amore chimico                   | Elodie                                                                            | Mi ami mi odi                                          |
| 2025 | Cuore nero                           | Elodie                                                                            | Mi ami mi odi                                          |
| 2025 | Estremo                              | Jacopo Sol                                                                        | Dove finiscono i sogni?                                |
| 2025 | Sincero                              | Salmo                                                                             | Ranch                                                  |
| 2025 | Conta su di me                       | Salmo                                                                             | Ranch                                                  |
| 2025 | Cartine corte                        | Salmo                                                                             | Ranch                                                  |
| 2025 | Incapace                             | Salmo                                                                             | Ranch                                                  |
| 2025 | Una stupida scusa                    | Boomdabash e Loredana Bertè                                                       | /                                                      |
| 2025 | Un milione di mani                   | Luchè feat. Rose Villain                                                          | Il mio lato peggiore                                   |
| 2025 | Taki                                 | Sarah Toscano                                                                     | /                                                      |
| 2025 | Serenata                             | Serena Brancale e Alessandra Amoroso                                              | Io non sarei                                           |
| 2025 | Piangere in discoteca                | Il Pagante                                                                        | FOMO                                                   |
| 2025 | L'unica                              | Giorgia                                                                           | /                                                      |
| 2025 | Oh ma                                | Rocco Hunt e Noemi                                                                | Ragazzo di giù                                         |
| 2025 | Yakuza                               | Elodie e Sfera Ebbasta                                                            | Mi ami mi odi                                          |
| 2025 | Yummy yummy                          | Sillyelly feat. Yung Snapp e Rosa Chemical                                        | /                                                      |
| 2025 | Respiro                              | Jacopo Sol e Jr Stit                                                              | /                                                      |
| 2025 | Uragani                              | Clara                                                                             | /                                                      |

## Video musicali
| Anno | Titolo                    | Regista          |
| ---- | ------------------------- | ---------------- |
| 2015 | Chiudo gli occhi e salto  | Alberto Salvucci |
| 2016 | Niente canzoni d'amore    | Trilathera       |
| 2017 | Fiori sui balconi         | Trilathera       |
| 2018 | Mi contraddico            | Stefano Poggioni |
| 2018 | Pensare troppo mi fa male | Enea Colombi     |
| 2018 | Finalmente                | Enea Colombi     |
| 2019 | Camera con vista          | Enea Colombi     |
| 2021 | Se non fosse              | Erika Arosio     |